# Бедуля, Владимир Леонтьевич
Влади́мир Лео́нтьевич Беду́ля (бел. Бядуля Уладзімір Лявонцьевіч; 24 мая 1927, Подомша, Полесское воеводство — 29 июля 2017, Рясна, Брестская область) — председатель колхоза «Советская Белоруссия», дважды Герой Социалистического Труда.

## Биография
Владимир Бедуля родился 24 мая 1927 года в деревне Падомша Каменецкого района Брестской области.
В 1945—1951 служил в Советской Армии. По окончании службы в армии учился в Белорусском институте механизации сельского хозяйства на экономическом факультете. Работал в комсомольских органах города Брест, заместителем председателя колхоза имени Молотова. В КПСС вступил в 1955 году.
21 февраля 1956 года на общем собрании колхоза его избрали председателем колхоза «Советская Белоруссия» Каменецкого района Брестской области. С 2006 года — почётный председатель колхоза (впоследствии сельскохозяйственного кооператива) «Советская Белоруссия».
Народный депутат СССР в 1989—1991 годах. Депутат Верховного Совета Белорусской ССР в 1967—1971 и 1985—1990 годах. Депутат Верховного совета Республики Беларусь в 1995—1996 годах.
Умер 29 июля 2017 года в Рясне на 91 году жизни. Отпевали его там же, в Свято-Михайловской церкви, которую он успел построить незадолго до своего ухода. Похоронен на местном кладбище.

## Награды и звания
- дважды Герой Социалистического Труда (08.04.1971, 23.05.1987)
- 2 ордена Ленина (08.04.1971, 23.05.1987)
- орден Октябрьской Революции
- орден Трудового Красного Знамени
- орден Дружбы народов
- орден «Знак Почёта»
- орден Отечества III степени (21.05.1997)[6]
- орден Франциска Скорины (24.05.2002)[7]
- медали
- Заслуженный работник культуры Белорусской ССР (1977)

## Память
В городе Каменец Брестской области установлен бронзовый бюст В. Л. Бедули.
В 1985 году был снят документальный фильм «Здравствуйте, это Бедуля говорит» (режиссёр Марина Голдовская).
В 2007 году были закончены съёмки документального фильма «Владимир Бедуля» (режиссёр Анатолий Алай). Премьера фильма состоялась в мае 2007 года.
Поэма А. Вознесенского «Летающий мужик» посвящена Бедуле.